# David Aldous

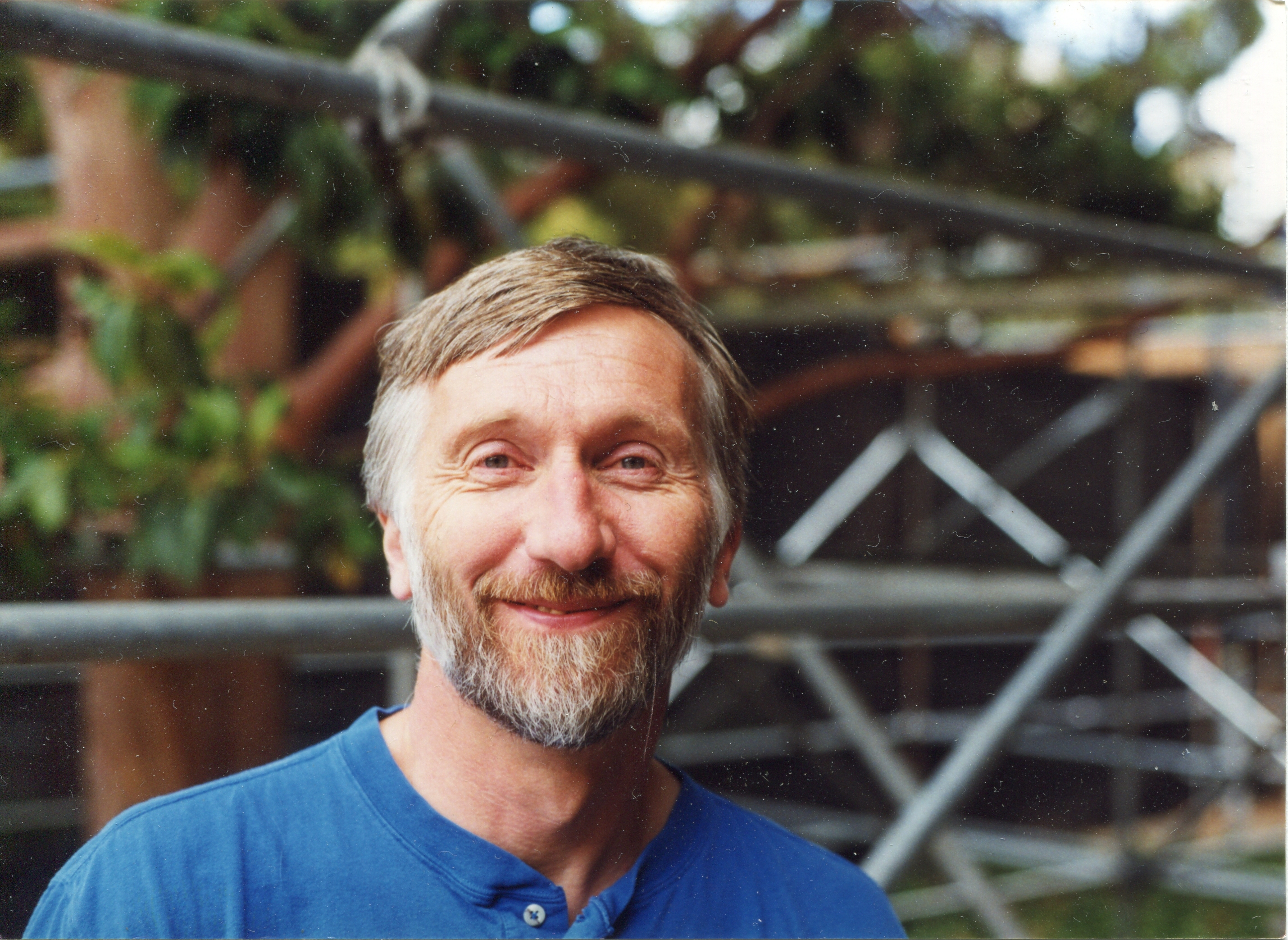
David Aldous in Berkeley

David John Aldous (* 13. Juli 1952 in Exeter) ist ein britischer Mathematiker, der sich mit Wahrscheinlichkeitstheorie beschäftigt.
Aldous studierte ab 1973 an der University of Cambridge, war dort 1977 bis 1979 Research Fellow am St John’s College und wurde dort 1977 bei David Garling promoviert (Two topics in probability theory, über Exchangeability-Theoreme für Teilfolgen von Zufallsvariablen und die Theorie schwacher Konvergenz nach Patrick Billingsley). Seit 1979 ist er an der University of California, Berkeley, zunächst als Assistant Professor, seit 1982 als Associate Professor und seit 1986 als Professor. 2004 war er White-Professor-at-large an der Columbia University.
Er beschäftigte sich unter anderem mit großen endlichen stochastischen Strukturen (wie Zufallsbäumen) und asymptotischen Gesetzen für diese (zum Beispiel in seinem Modell des continuum random tree (CRT), er untersuchte unter anderem deren fraktale Struktur), stochastischen Theorien der Klumpenbildung (stochastic coalescence), Mischungszeiten für Markow-Ketten. Zur Zeit (2008) befasst er sich unter anderem mit Flüssen durch Zufallsnetzwerke.
1980 erhielt er den Rollo Davidson Preis. 1993 erhielt er den Loève-Preis. Seit 1994 ist er Fellow der Royal Society, seit 2004 der American Academy of Arts and Sciences und seit 2010 der National Academy of Sciences. 1998 war er Invited Speaker auf dem
Internationalen Mathematikerkongress (ICM) in Berlin (Stochastic coalescence) und hielt 2010 einen Plenarvortrag auf dem ICM in Hyderabad (Indien) (Exchangeability and continuum limits of discrete random structures). 2000 wurde er Ehrendoktor der University of Chicago. Für 2020 wurde Aldous die Brouwer-Medaille zugesprochen.

## Schriften
- Probability Approximations via the Poisson Clumping Heuristic, Springer-Verlag, New, 1989, ISBN 0-387-96899-7
- Aldous, Persi Diaconis: Longest increasing subsequences – from Patience sorting to Baik-Deift-Johansson-Theorem, Bulletin AMS, Bd.36, 1999, S. 413
- mit Persi Diaconis: Shuffling cards and stopping times, American Mathematical Monthly, Bd. 93, Mai 1986, S. 333
- Deterministic and stochastic models for coalescence (aggregation and coagulation): a review of the mean-field theory for probabilists, Bernoulli, Bd. 5, 1999, S. 3–48.
- Exchangeability and related topics, Lecture Notes in Math., Springer Verlag, Bd. 1117, 1985, S. 1–198
- Stochastic Coalescence, ICM Berlin 1998